# 义县组
义县组是位于中华人民共和国辽宁锦州的一个地质构造，跨越早白垩世巴列姆期晚期和阿普第期早期。 它以其保存精美的化石而闻名，主要由玄武岩和散布着硅质碎屑沉积物组成。

## 历史

### 日本占领
义县组的潜在重要性最初是在 1933 年長城戰役之后日本帝国占领中国热河省期间被认识到的。许多日本科学家注意到已灭绝的鱼类和爬行动物的化石遗骸，可能是離龍目。日本科学家最初发现的这些化石在 1945 年第二次世界大战结束后就消失了。

### 中国的重新发现
到 1949 年，当该地区的管理权移交给中国共产党及其领导人毛泽东时，易县的化石仅由中国科学家进行研究。直到 20 世纪 90 年代，非凡的鸟类和恐龙化石才被挖掘出来。自1996年以来，在黟县发现了许多恐龙化石，彻底改变了人们对这些动物的认识；其中包括第一个已知的具有羽毛的非禽獸腳亞目恐龍。

## 年纪
有一段时间，该地层被认为来自晚侏罗世-早白垩世边界，大约145百万年前。 放射测年 此后已将其确定为更年轻；现在认为它沉积于巴列姆期至阿普第期早期，大约126-124百萬年。
义县组是热河群的最低部分，顾（1962年和1983年）将其定义为一组地质构造，包括热河含煤层、热河油页岩层和热河火山岩。 义县组之前是较古老的道虎沟层，其年龄不确定为侏罗纪或早白垩世，有时被认为是热河群的一部分。义县组（包括同义的金刚山组、土葫芦组、建昌组、下火山组和火山岩组）在地层上紧随其后的是稍年轻的九佛堂组和阜新组。 Chiappe 等人在 1999 年提出，义县最古老的河床（以孔子鸟科鸟类为主的动物群）最好分离为一个独特的地层，称为“朝米店子地层” ”，模式产地位于北票市以南约 25 公里的四合屯村。 然而，这种分类已经不再受青睐，朝米店子组也不再作为义县组尖山沟层的同义词。
河北省丰宁的大北沟组可能紧邻义县组，也可能相当于义县组最古老的地层。 义县组也在一些地方覆盖土城子组。

## 气候
义县植物生命的多样性众所周知，包括各种硅化木和年轮，并且在化学分析的帮助下，科学家们已经能够确定其形成的气候。义县植物区系以与现代物种密切相关的针叶树为主，主要分布在亚热带和温带高地森林中。蕨类植物、苏铁植物和马尾植物的存在表明气候普遍湿润。然而，来自硅化木生长年轮的证据表明，湿度和供水量定期下降。这表明潮湿的环境被干旱季节所打断，环境变得更加干旱。 氧同位素研究的证据表明，这一时期的年平均气温为 10 摄氏度（50 华氏度），比之前想象的要低得多。这表明在普遍温暖的中生代，气候温和，冬季异常寒冷，可能是由于这一时期中国北部的高纬度所致。 吴等人的一项研究（2013）得出的结论是由地球轴倾斜变化和地球轨道形状引起的轨道强迫导致了该地层的气候波动。

## 化石內容
义县组以其保存完好的标本多样性及其带羽毛的恐龙而闻名，例如大型暴龙类羽王龙、镰刀龙类北票龙和各种小型恐龙，及鸟类，以及一系列其他恐龙，例如禽龙类薄氏龙、蜥脚类恐龙東北巨龙和角龙类鹦鹉嘴龙。其他生物群包括傷齒龙科的寐龙、驰龙科的天宇盜龙、美颌龙科的中華龍鳥和暴龙科的帝龍。尽管普遍认为，小盗龙并非来自这个地层，而是来自较年轻的九佛堂组。然而，其他小盗龙，例如中国鸟龙和纤细盗龙，确实栖息在义县。一次湖沼喷发可能保存了许多化石，但東北巨龙除外。